# En la playa sola de noche
En la playa sola de noche (en alfabeto nativo coreano o hangul: 밤의 해변에서 혼자 () en romanización revisada:Bamui Haebyeoneseo Honja) es una película dramática surcoreana de 2017 escrita, producida y dirigida por Hong Sang-soo. Fue seleccionada para competir por el Oso de oro en la sección oficial del 67.º Festival Internacional de Cine de Berlín. En la misma edición del festival, Kim Min-hee ganó el Oso de Plata a la mejor interpretación femenina.

## Argumento
Young-hee es una actriz venida a menos que está estresada por su relación con un hombre casado en Corea. En la playa, ella se pregunta: ¿Me echa de menos como yo le echo de menos a él? La escena de apertura representa a una mujer joven en la playa, contemplando su vida y el significado del amor y la identidad.

## Reparto
- Kim Min-hee como Young-hee.
- Seo Young-hwa como Jee-joven.
- Kwon Hae-hyo como Chun-woo.[3]
- Jung Jae-young como Myung-soo.
- Song Seon-mi como Jun-hee.
- Moon Sung-keun como Sang-won.
- Ahn Jae-hong como Seung-hee.
- Park Yea-ju como Do-hee.
- Gong Min-jeung como Ma-ri.
- Han Jae-yi como Seon-hee.
- Karl Feder
- Mark Peranson
- Bettina Steinbrügge

## Recepción de la crítica
En Rotten Tomatoes, la película recibió una clasificación del 91%, basada en 23 revisiones, con una puntuación media de 7.1/10. En Metacritic, la película mantiene un índice medio de 80 sobre 100, basado en 12 revisiones, resultando 'revisiones generalmente favorables'.
Ha sido elegida como la segunda mejor película de 2017 por los críticos de la revista Caimán Cuadernos de Cine,

## Premios
| Año  | Premio                                                            | Categoría                                                             | Destinatario              | Resultado |
| ---- | ----------------------------------------------------------------- | --------------------------------------------------------------------- | ------------------------- | --------- |
| 2017 | 67.º Festival Internacional de Cine de Berlín                     | Oso de plata a la mejor interpretación femenina                       | Kim Min-hee               | Ganadora  |
| 2017 | 67.º Festival Internacional de Cine de Berlín                     | Oso de oro                                                            | Hong Sang-soo             | Nominado  |
| 2017 | 53.º Baeksang Arts Awards                                         | Mejor Director                                                        | Hong Sang-soo             | Nominado  |
| 2017 | Festival de cine de Jerusalén                                     | Premio a la mejor película internacional de la Fundación Familia Wilf | En la playa sola de noche | Ganadora  |
| 2017 | 37.ª Premio de la Asociación coreana de críticos cinematográficos | Diez mejores películas                                                | En la playa sola de noche | Ganadora  |